# Лутоаса
Лутоаса (рум. Lutoasa) — село у повіті Ковасна в Румунії. Входить до складу комуни Мерень.
Село розташоване на відстані 184 км на північ від Бухареста, 42 км на північний схід від Сфинту-Георге, 68 км на північний схід від Брашова.

## Населення
За даними перепису населення 2002 року у селі проживали 462 особи, з них 461 особа (99,8%) угорців. Усі жителі села рідною мовою назвали угорську.